# آیلتس

http://ielts.org/

آیِلتس (به انگلیسی: IELTS) که برگرفته از سرواژگان (International English Language Testing System) به معنای سیستم جهانی ارزیابی زبان انگلیسی است، یکی از آزمون‌های مورد قبول و معتبر زبان انگلیسی است که در سراسر جهان برگزار می‌شود. آیلتس در واقع آزمونی بریتانیایی بوده و از این نظر در برابر آزمون آمریکایی تافل، قرار می‌گیرد. داوطلبان آزمون آیلتس در کنار تفاوت ساختاری آزمون آیلتس به تافل، باید هنگام انتخاب کشور مقصد در مهاجرت نیز بین این دو آزمون، اولویت‌بندی داشته باشند. این آزمون به دست دانشگاه کمبریج انگلستان و شورای فرهنگی بریتانیا برگزار می‌شود.

## آزمون آیلتس
نمره‌بندی این آزمون از ۰ تا ۹ سطح را شامل می‌شود که نمرهٔ قبولی برای آزمون وجود ندارد، اما به‌طور معمول سطح ۵ نمرهٔ متوسط و ۶ به بالا خوب تلقی می‌شود. دانشگاه کمبریج، دانشگاه آکسفورد و دانشگاه هاروارد آیلتس با حداقل سطح ۷ را می‌پذیرند.
آزمون آیلتس از ۴ بخش شنیدار، خواندن، نوشتن و مکالمه تشکیل شده‌است که نمرهٔ نهایی آیلتس، میانگین این ۴ بخش در نظر گرفته می‌شود. در صورتی که بهتر است هر کدام از آنها کمتر از نمرهٔ متوسط نباشد. کل آزمون دارای دو گونهٔ دانشگاهی (Academic) و آموزش عمومی (General training) است که گونهٔ آکادمیک برای ورود به دانشگاه‌ها مورد نیاز می‌باشد.
آیلتس معیاری است جهت سنجش دانش زبان انگلیسی اشخاصی که می‌خواهند در کشورهای انگلیسی‌زبان درس بخوانند، کار کنند یا به آن کشورها مهاجرت نمایند. آزمون آیلتس با همکاری مشترک دانشگاه کمبریج، کنسولگری انگلستان و سازمان IDP استرالیا برگزار می‌شود. این امتحان از بالاترین و معتبرترین استانداردهای بین‌المللی جهت سنجش سطح زبان انگلیسی داوطلبان پیروی می‌کند و چهار توانایی شنیداری (Listening)، خوانداری (Reading)، نوشتاری (Writing) و گفتاری (Speaking) را مورد ارزیابی قرار می‌دهد. بسیاری از دانشگاه‌ها در کشورهای مختلفی همچون کانادا، انگلستان، استرالیا، نیوزیلند و آمریکا آزمون آیلتس را به رسمیت می‌شناسند. همچنین جهت مهاجرت به کشورهای کانادا، استرالیا و نیوزلند، داشتن مدرک آیلتس الزامی است. این امتحان در بیش از ۲۷۰ مرکز امتحانی واقع در ۱۱۰ کشور مختلف دنیا برگزار می‌گردد. شرکت‌کنندگان در آزمون آیلتس به طیف وسیعی از سوالات بسیار ساده تا بسیار مشکل پاسخ می‌دهند. نمرهٔ هر بخش از امتحان بین صفر تا ۹ می‌باشد. نمرهٔ کلی امتحان با معدل‌گیری از نمرهٔ چهار بخش امتحان محاسبه می‌گردد. در کارنامهٔ آیلتس، علاوه بر نمرهٔ کلی، نمرهٔ هر بخش به‌طور جداگانه ذکر می‌شود.
هر دانشگاه برای پذیرش متقاضیان حداقل نمره‌ای را مشخص می‌کند و اکثر آن‌ها حداقل نمرهٔ کلی ۶٫۵ را می‌خواهند به‌طوری‌که نمرهٔ هر بخش هم از ۶ کمتر نباشد (البته این قاعده کلی است و هر دانشگاه شرایط خاص خود را دارد). به عنوان مثالی دیگر، برای اینکه حداکثر امتیاز زبان انگلیسی را جهت مهاجرت به کانادا کسب نمایید، باید در هر چهار قسمت آزمون آیلتس حداقل نمرهٔ ۷ بگیرید.
در روز امتحان ابتدا به سوالات شنیداری سپس به سوالات خوانداری و بعد به سوالات نوشتاری پاسخ خواهید داد. تاریخ و ساعت برگزاری قسمت گفتاری در روز امتحان به شرکت‌کنندگان اعلام می‌شود و معمولاً امتحان گفتاری از عصر روز امتحان شروع شده و به‌مدت ۵ روز ادامه می‌یابد. تمامی مراحل کتبی امتحان باید با مداد نوشته شود و داوطلبان اجازهٔ استفاده از خودنویس یا خودکار را در هیچ مرحله‌ای از امتحان کتبی ندارند.
نتایج آزمون آیلتس دو هفته پس از پایان یافتن امتحان گفتاری اعلام خواهد شد و کارنامه فقط به شخص امتحان‌دهنده داده می‌شود و از طریق تلفن، فاکس یا رایانامه قابل‌دریافت نیست.
تا ۵ کارنامه برای دانشگاه‌ها و مؤسسات مورد درخواست شما به‌صورت رایگان توسط دفاتر برگزارکنندهٔ امتحان ارسال می‌گردد، به‌شرطی که از تاریخ امتحان شما بیشتر از یک ماه نگذشته باشد. اگر بیشتر از یک ماه از تاریخ امتحانتان سپری شود یا بخواهید بیشتر از ۵ کارنامه برایتان ارسال شود، به ازای هر کارنامه باید مبلغی را بپردازید. اکثر دانشگاه‌ها کارنامهٔ آیلتس را که بیشتر از دو سال از تاریخ آن گذشته باشد، قبول ندارند. مسئولیت نوع امتحانی که می‌خواهید در آن شرکت نمایید بر عهدهٔ شماست و باید در هنگام نام‌نویسی، نوع امتحان مورد نظرتان را در فرم ثبت نام قید کنید.
کتاب‌های IELTS Cambridge از جمله منابع خوب برای امتحان آیلتس به‌شمار می‌آیند.

## بخش‌های مختلف آزمون آیلتس

### شنیداری (Listening)
زمان: حدوداً ۳۰ دقیقه
تعداد سؤال: دفترچه‌ای حاوی چهل سؤال در ۴ بخش
نوار امتحان شنیداری فقط یکبار پخش می‌شود.
قبل از پخش نوار فرصت دارید تا سؤال‌ها را مرور کنید.
پس از پایان یافتن هر بخش، فرصت دارید تا جواب‌های خود را بازبینی نمایید.
پاسخ‌ها باید در دفترچه سوالات نوشته شود.
با پایان گرفتن نوار ده دقیقه فرصت دارید تا جواب‌ها را از دفترچه سوالات به پاسخنامه منتقل نمایید.
دو بخش اول شامل موضوعاتی اجتماعی است و مکالمه بین دو یا چند نفر می‌باشد.
دو بخش دوم شامل موضوعاتی دانشگاهی است. یک مکالمه حداکثر چهار نفره و یک کنفرانس، تشکیل دهنده این بخش‌ها هستند.

### خواندن (Reading)

#### امتحان خوانداری آموزش عمومی
زمان: ۶۰ دقیقه برای ۴۰ سؤال
دفترچه حاوی متون که جمعاً ۲۰۰۰ تا ۲۷۰۰ کلمه دارند به داوطلب داده می‌شود.
برخلاف امتحان شنیداری، زمان اضافه‌ای جهت انتقال جواب‌ها از دفترچه سوالات به پاسخنامه به شما داده نمی‌شود.
متون بکار رفته در دفترچه سوالات از مجلات، جزوات، کتاب‌ها و روزنامه‌ها انتخاب شده‌اند و مخاطب آن‌ها خواننده غیر متخصص است.
بخش اول در مورد امور روزمره اجتماعی است.
بخش دوم در مورد جزوات آموزشی و احتیاجات رفاهی است.
بخش سوم شامل یک متن بلند با موضوعی عمومی است.

#### امتحان خوانداری دانشگاهی
زمان: ۶۰ دقیقه برای ۴۰ سؤال
دفترچه حاوی ۳ متن که جمعاً ۲۰۰۰ تا ۲۷۰۰ کلمه دارند به داوطلب داده می‌شود.
برخلاف امتحان شنیداری، زمان اضافه‌ای جهت انتقال جواب‌ها از دفترچه سوالات به پاسخنامه به شما داده نمی‌شود.
متون بکار رفته در دفترچه سوالات از مجلات، جزوات، کتاب‌ها و روزنامه‌ها انتخاب شده‌اند و مخاطب آن‌ها خواننده غیر متخصص است.
متون جنبه علمی دارند.
حداقل یکی از سه متن، نوشتاری استدلالی است.
در صورتی که متن حاوی لغات تخصصی و فنی باشد، واژه‌نامه‌ای کوتاه نیز همراه آن خواهد آمد.

### نوشتاری (writing)

#### امتحان نوشتاری آموزش عمومی
زمان: ۶۰ دقیقه
برای دو موضوع باید انشاء بنویسید.متن پررنگ
در موضوع اول (Task 1) باید نامه‌ای به شخصی فرضی بنویسد و در آن مسئله یا مشکلی را شرح دهید. نامه شما باید حداقل ۱۵۰ کلمه داشته باشد. اگر نامه‌ای کمتر از ۱۵۰ کلمه داشته باشد، از آن نمره کم خواهد شد. بهتر است ۲۰ دقیقه از وقت را به موضوع اول اختصاص دهید.
برای نوشتن نامه می‌توانید یکی از چهار نوع نامه زیر را انتخاب کرده و یک نامه فرضی بنویسید:
Complaint / Request of information letter
شکایت نامه / نامه درخواست اطلاعات
Job application letter
نامه درخواست کار
Personal letter
نامه شخصی
Formal business letter
نامه رسمی اداری
درموضوع دوم (Task 2) باید نظر موافق یا مخالف خود را نسبت به یک مسئله بیان کنید و باید حداقل ۲۵۰ کلمه در مورد آن بنویسید. اگر انشائی کمتر از ۲۵۰ کلمه داشته باشد، از آن نمره کم خواهد شد. بهتر است ۴۰ دقیقه از وقت را به موضوع دوم اختصاص دهید.

#### امتحان نوشتاری دانشگاهی
زمان: ۶۰ دقیقه
برای دو موضوع باید انشاء بنویسید.
در موضوع اول (Task 1) باید در مورد جدول یا نموداری که به شما داده شده‌است، توضیح دهید. انشاء شما باید حداقل ۱۵۰ کلمه داشته باشد. اگر انشائی کمتر از ۱۵۰ کلمه داشته باشد، از آن نمره کم خواهد شد. بهتر است ۲۰ دقیقه از وقت را به موضوع اول اختصاص دهید.
در موضوع دوم (Task 2) باید نظر موافق یا مخالف خود را نسبت به یک مسئله بیان کنید و باید حداقل ۲۵۰ کلمه در مورد آن بنویسید. اگر انشائی کمتر از ۲۵۰ کلمه داشته باشد، از آن نمره کم خواهد شد. بهتر است ۴۰ دقیقه از وقت را به موضوع دوم اختصاص دهید.

### گفتاری (Speaking)
امتحان گفتاری که زمان ۱۱ تا ۱۴ دقیقه می‌باشد، یک امتحان به صورت گفتار رو در رو می‌باشد و شامل سه بخش است.
بخش اول ۴ تا ۵ دقیقه بطول می‌انجامد و متقاضی باید به سوالات عمومی و شخصی در مورد محل زندگی، شغل، وضعیت خانوادگی و علایق خود جواب دهد.
در بخش دوم باید به مدت ۲ دقیقه در مورد موضوعی که به شما داده می‌شود صحبت کنید. قبل از آن یک دقیقه فرصت دارید تا در مورد موضوع فکر کنید و یادداشت بردارید. پس از پایان ۲ دقیقه، به یک یا دو سؤال در مورد موضوع صحبتتان باید پاسخ دهید. مهم نیست به تمام سوالات روی کارت پاسخ دهید، اما باید بتوانید از آن‌ها استفاده کرده و تا دو دقیقه به صحبت خود ادامه دهید.
در بخش سوم به مدت ۴ تا ۵ دقیقه با مصاحبه‌کننده صحبت خواهید کرد. محور گفتگوی شما موضوعی است که در بخش دوم به آن پرداخته‌اید.
یکی از مهم‌ترین عوامل کسب موفقیت و نمره خوب در امتحان گفتاری آیلتس، نحوه مطالعه برای چنین امتحانی است.

## سطح‌بندی نمرات آزمون آیلتس از ۰ تا ۹
| سطح | توضیح |
| --- | --- |
| ۰   | هیچ اطلاعات قابل ارزیابی ندارد. |
| ۱   | در اصل هیچ توانایی برای استفاده از زبان بیش از چند کلمهٔ مجرد ندارد. |
| ۲   | امکان ارتباط واقعی وجود ندارد مگر برای اطلاعات بسیار ابتدایی با استفاده از واژگان مجرد یا قالب‌های کوتاه در موقعیتهای آشنا و برای برطرف کردن نیازهای ابتدایی و فوری. مشکلات زیادی در فهم انگلیسی گفتاری و نوشتاری دارد. |
| ۳   | فقط می‌تواند مفهوم کلی را در موقعیتهای خیلی آشنا درک و منتقل کند. توقف‌های مکرر در هنگام ارتباط مشاهده می‌شود. |
| ۴   | قابلیت‌های ابتدایی محدود است به موقعیتهای آشنا. مشکلات مکرر در فهم و بیان منظور دارد. توانایی استفاده از زبان پیچیده را ندارد.                                                                                          |
| ۵   | دارای مهارت نسبی زبان با قابلیت درک عمومی معنا در بیشتر موقعیتها می‌باشد، گرچه احتمال اشتباهات بسیار وجود دارد. باید توانایی ایجاد ارتباطات اولیه را در حوزهٔ تخصصی خود داشته باشد.                                      |
| ۶   | علی‌رغم بعضی بی‌دقتی‌ها، عدم تناسب‌ها، و نافهمی‌ها، در کل دارای مهارت مؤثر زبانی است. قادر به استفاده و فهم زبان نسبتاً پیچیده به ویژه در موقعیت‌های آشنا می‌باشد.                                                             |
| ۷   | مهارت کاملاً کاربردی زبان را داراست، گرچه با اشتباهات هرازگاهی در دقت، تناسب، و درک زبان همراه است. در کل توانایی آن را دارد که از پس زبان پیچیده برآید و استدلال‌های جزئی نگر را درک کند.                               |
| ۸   | مهارت کاملاً کاربردی زبان را داراست و تنها هرازگاهی اشتباهاتی از نظر دقت و تناسب کاربرد مرتکب می‌شود. ممکن است در موقعیتهای ناآشنا فهم کامل زبان صورت نگیرد. از پس مباحث پیچیده و مشروح به خوبی برمی‌آید.                 |
| ۹   | مهارت کاملاً کاربردی زبان را داراست: دقیق، صحیح، روان همراه با فهم کامل. |

## اعتراض به نتیجه آزمون آیلتس
هر داوطلب می‌تواند اعتراض و عدم رضایت خود نسبت به نتیجهٔ آزمون را به مرکز مربوط اعلام نماید. بر اساس مقررات آیلتس، داوطلبان می‌بایست اعتراض خود را ضمن تکمیل یک برگه اعتراض به فاصله شش هفته از تاریخ آزمون رسماً اعلام دارد. به‌واسطهٔ این برگه، داوطلب حق اعتراض برای هر یک از بخش‌ها یا مهارت‌هایی که فکر می‌کند در آن نمره‌ای کمتر از آنچه می‌بایست به وی تعلق گرفته‌است را خواهد داشت. داوطلب تنها با پرداخت مجدد هزینهٔ آزمون می‌تواند به نتیجهٔ آزمون خود اعتراض نماید که در صورت تأیید و درست بودن اعتراض، این مبلغ به وی عودت داده می‌شود. در غیر اینصورت هیچ بخشی از هزینه قابل استرداد نخواهد بود.

## دسترسی به سیستم استعلام مدرک آیلتس
معمولاً این سیستم تنها در اختیار دانشگاه‌ها و موسساتی است که در لیست این سازمان‌ها ثبت شده باشند. به زبانی ساده‌تر باید گفت که مدرک آیلتس شما توسط هر شخصی قابل استعلام نیست. دلیل اصلی این کار به وجود آوردن یک سیستم امن است که دسترسی محدود به آن باشد و تنها کسانی که مورد تأیید هستند بتوانند به این نمرات دسترسی داشته باشند.
این خبر خوبی برای داوطلبان است زیرا نمره آن‌ها کاملاً سری خواهد ماند.
اگرچه شما خودتان می‌توانید با دادن اطلاعات مدرک خود در مدت مشخص در وب سایت مرکزی که در آن آزمون داده‌اید همانند British Council و IDP می‌توانید مدرک خود را ببینید.

## مشکلات آیلتس
یکی از بزرگ‌ترین مشکلات آزمون آیلتس احتمال لو رفتن سوالات از طریق برگزارکنندگان آزمون است. طی سال‌های اخیر در ایران در پی شائبهٔ لو رفتن سوالات چند مرتبه شاهد «withheld» یا «ضبط» نتیجهٔ آزمون از طریق مؤسسه IDP بوده‌ایم. به هنگام نام‌نویسی و امضای رضایت‌نامه شرایط آزمون یکی از بندهای آن اجازهٔ نگه داشتن نتایج را به مؤسسه برگزارکنندهٔ آیلتس می‌دهد. مطابق این بند «آیلتس می‌تواند نمره‌های شما و طبعاً کارنامه شما را پس از سیزده روزی که قول داده شده، به شما ندهد و نگه دارد». نگه داشتن می‌تواند جمعی یا فردی باشد.
ضبط فردی:
1. اگر در فاصله کوتاهی نمرهٔ شما شدیداً افزایش داشته باشد؛ مثلاً در فاصله دو هفته یا یک ماه «دو یا سه» نمره افزایش داشته باشید. در این صورت، سازمان مرکزی آیلتس با کنترل دوباره، امکان دارد از شما بخواهد مجدداً هر چهار مهارت یا یکی از آن‌ها را امتحان بدهید. یا اینکه از شما می‌خواهد با خط خودتان توضیح دهید که در این فاصله کوتاه چه اتفاقی افتاده‌است. پس از این، احتمالاً نمره شما بدون تغییر آزاد می‌شود. مگر اینکه آیلتس اقناع نشود؛ که در این صورت امکان دارد هیچ نمره‌ای به شما داده نشود.
2. تفاوت دست خط در مهارت‌های سه‌گانه (خواندن، شنیداری و نوشتاری) که شائبه تقلب را به وجود بیاورد.
3. متفاوت بودن نام و نام خانوادگی و تاریخ تولد در اوراق ثبت نامی با مدارک ارائه شده.

ضبط جمعی:
۱- شائبه تقلب یا لو رفتن سوالات به صورت کلی و عمومی از سوی مسئولان یک مرکز آیلتس
۲- تعداد «نامعقول و بسیار زیاد» افرادی که در مهارت‌های دریافتی (خوانداری و شنیداری) ۲ نمره یا بیشتر با مهارت‌های تولیدی (گفتاری و نوشتاری) فاصله دارند.
1. دریافت گزارش در مورد تخلف، رشوه… از سوی نهادهای خاص نظارتی (سازمان بازرسی کل کشور، سازمان سنجش…) در مورد یک مرکز برگزارکننده آیلتس
2. نظارت سالانه دوره‌ای و تصادفی برای بالا بردن کیفیت از سوی سازمان مرکزی آیلتس.

## مراکز برگزاری آزمون آیلتس در ایران
آزمون آیلتس در ایران توسط سازمان IDP و موسسات دیگر در شهرهای تهران، تبریز، شیراز، کرمان، اهواز، همدان، مشهد، دزفول، ساری، اصفهان، رشت، ساوه، کرمانشاه، جزیره کیش و کرج برگزار می‌شود.

## تفاوت آیلتس جنرال و آکادمیک
آیلتس آکادمیک دارای لحن رسمی و نوشتاری است و افراد با هدف تحصیل در کشورهای خارجی در آزمون آیلتس آکادمیک شرکت می‌کنند، از سوی دیگر آیلتس جنرال به ارزیابی مهارت‌های زبان انگلیسی برای زندگی روزمره می‌پردازد و معمولا لحن گفتاری و غیررسمی در آن مورد ارزیابی قرار می‌گیرد. 

## آیلتس کامپیوتری
از ماه مارس سال ۲۰۱۶ آیلتس برای داوطلبان خود گزینه آیلتس کامپیوتری را برای شرکت‌کنندگان در آزمون آیلتس UKVI آکادمیک در کشورهایی که در زیر نام برده شده‌است آغاز کرد. این کشورها عبارتند از:
ایران، بنگلادش، برزیل، چین، هنگ کنگ، هند، ژاپن، کویت، مالزی، نیجریه، پاکستان، فیلیپین، عربستان سعودی، کره جنوبی، تایوان، ترکیه، ویتنام، امارات و انگلستان.
و در سال‌های آتی ۲۰۱۷ این کشورها و مراکز بیشتر هم خواهند شد.

### شباهت‌ها و تفاوت‌های آیلتس کامپیوتری با آیلتس کاغذی
شباهت‌ها:از نظر زمان، محتوا، نوع سوالات، نحوه برگزاری آزمون گفتاری و رعایت موارد امنیتی دقیقاً یکسان هستند.
تفاوت‌ها: بخش خواندن، شنیداری و نوشتاری آزمون به صورت کامپیوتری برگزار می‌شود.

### آیا آیلتس آکادمیک و جنرال هم امکان کامپیوتری شدن دارند؟
در حال حاضر در کشور استرالیا در شهرهایی همچون آدلاید، ملبورن، سیدنی و بریزبین آیلتس آکادمیک و جنرال به صورت کامپیوتری برگزار می‌شود.

## آزمون آیلتس اندیکاتور
با توجه به شیوع کرونا در غالب کشورهای دنیا، این آزمون ابتکار جدید سازمان آیلتس بود.
این آزمون این امکان را به داوطلبان می‌دهد تا در منزل خود در این آزمون شرکت کرده و بدین وسیله نیازی به حضور آنها در مراکز برگزاری آزمون آیلتس نیست.
این آزمون شامل تمام مهارت‌های گفتاری، شنیداری، نوشتاری و خواندن می‌باشد.

## سطح آیلتس مورد نیاز برای پذیرش برخی از مؤسسه‌ها
| دانشگاه                   | کم‌ترین امتیاز آیلتس                                                                                      |
| دانشگاه آکسفورد           | ۷٫۰ |
| مدرسه اقتصاد لندن         | ۷٫۰/۷٫۵ بسته به شرایط تعیین شده توسط هر دپارتمان متفاوت است.                                             |
| دانشگاه ادینبرو           | 7.0 (All programs in Business, Management, Finance, Law, English Literature and Celtic/Scottish Studies) |
| دانشگاه کمبریج            | ۷٫۰/۷٫۵                                                                                                  |
| دانشگاه گلاسگو            | 6.5 (General)/ 7.0 (Faculty of Arts & Humanities)                                                        |
| کالج دانشگاهی لندن        | ۶٫۵/۷٫۰/۷٫۵ بسته به هر دپارتمان و رشته متفاوت است.                                                       |
| کالج سلطنتی لندن          | 6.5 (7.0 for the Life Sciences Department and the Imperial Business School)                              |
| دانشگاه اکستر             | ۷٫۰ |
| دانشگاه لیورپول           | ۶٫۰ |
| دانشگاه بیرمنگام          | ۶٫۵ |
| دانشگاه کاتولیک لون بلژیک | 6.5 (KU Leuven)                                                                                          |
| دانشگاه اسکس              | ۵٫۵ |
| دانشگاه کرانفیلد          | ۶٫۵/۷٫۰ بسته به رشته کارشناسی ارشد دارد                                                                  |